# Jesús Herrera Alonso
Jesús Herrera Alonso (Cabueñes, 5 febbraio 1938 – Oviedo, 20 ottobre 1962) è stato un calciatore spagnolo, di ruolo attaccante.

## Biografia
Jesús Herrera Alonso nasce in una cittadina vicino a Gijón, in Spagna, il 5 febbraio del 1938. Era il figlio del famoso calciatore internazionale Eduardo Herrera Bueno e nipote di Jesús Alonso Fernández e di Jesús Ramón Herrera. Il 20 ottobre 1962 perisce a Oviedo: dopo una lunga malattia che lo aveva tenuto lontano dai campi di gioco dalla fine della stagione precedente (1961-1962), decede nelle prime ore del mattino. Il 22 ottobre 1962, nella partita del Real Madrid contro il Real Valladolid, i calciatori indossarono una fascia nera in segno di lutto. La società madrilena spedì una corona di fiori per l'esequie del calciatore.

## Caratteristiche tecniche
Soprannominato Chus e el torbellino del Bernabéu (Il tornado del Bernabéu) era considerato quasi un asso. Attaccante, era abile, veloce e un buon dribblatore.

## Carriera
Durante la sua carriera nel calcio professionistico ha vestito le maglie di Oviedo, Real Madrid e Real Sociedad.

### Club
Dopo aver giocato a calcio nel Collegio de los Hermanos Maristas trascorre due anni nelle giovanili dell'Ovetense (1952-1954). In seguito passa al Deportiva Vetusta, società satellite del Real Oviedo. Nel 1955 approda al Juvencia di Trubia, vicino a Gijón. Nella stagione 1955-1956 viene acquistato dall'Oviedo, prima squadra del capoluogo asturiano. Nel 1956 entra in prima squadra dei Carbayones esordendo in Segunda División. Il Real Oviedo conclude il torneo al secondo posto, ma nel girone finale giunge terzo rimanendo nella seconda divisione del calcio spagnolo. Nella stagione successiva l'Oviedo conclude al quarto posto in classifica ed Herrera vince il torneo alla terza stagione conquistando la promozione nella Liga. Rimane nel club di Oviedo fino al mese di luglio del 1958 quando viene prelevato dal Real Madrid. Nella prima stagione gioca 19 partite realizzando 8 reti. Il Real Madrid vince la Coppa dei Campioni. Nella seconda stagione Herrera realizza 7 marcature giocando 25 partite. Il Real, che raggiunge il secondo posto come nella passata stagione, vince nuovamente la Coppa Campioni: in questa edizione della competizione si rende protagonista segnando una Doppietta allo Jeunesse d'Esch (7-0) Realizza un'altra marcatura nei quarti di finale contro il Nizza, portando in vantaggio gli spagnoli, che perderanno 3-2. Nel 1960 vince la Coppa Intercontinentale: segna contro gli uruguaiani del Peñarol la rete del 3-0 (finirà 5-1 per il Real Madrid). Nella stagione 1960-61 conquista la Liga giocando 6 volte in campionato senza realizzare gol.
Con la società madrilena ha giocato 50 presenze realizzando 15 reti in campionato.
Nella stagione 1961-62 si trasferisce alla Real Sociedad ove termina la sua carriera giocando 6 partite e siglando 2 reti.

### Nazionale
Nel 1959 fu convocato per la Nazionale spagnola Under-21 e nel 1960 ha giocato a Barcellona l'unica partita con la Nazionale maggiore contro l'Italia, battuta per 3-1.

## Palmarès

### Club

#### Competizioni nazionali
- Segunda División (Spagna): 1

Real Oviedo: 1957-58
- Primera División (Spagna): 1

Real Madrid: 1960-1961

#### Competizioni internazionali
- Coppa dei Campioni:

Real Madrid: 1958-59, 1959-60
- Coppa Intercontinentale: 1

Real Madrid: 1960